# 看你往哪跑
《看你往哪跑》（英語：See How They Run）是一部2022年英美合拍懸疑喜劇片，由湯姆·喬治執導，馬克·查普爾編劇，山姆·洛克威爾、瑟夏·羅南、安德林·布洛迪、露絲·威爾遜、里斯·謝爾史密斯、哈里斯·迪金森和大衛·歐洛沃主演。劇情講述在1950年代的倫敦西區，電影劇組的一名關鍵成員被謀殺後，一部轟動一時的電影計劃突然停止。
《看你往哪跑》2022年9月9日英國上映，2022年9月16日美國上映。

## 演員
- 山姆·洛克威爾飾演斯托帕德督察（Inspector Stoppard）
- 瑟夏·羅南飾演警探跟班（Constable Stalker）
- 安德林·布洛迪飾演里奧·柯佩尼克（Leo Köpernick）
- 露絲·威爾遜飾演佩圖拉·斯賓塞（Petula Spencer）
- 里斯·謝爾史密斯飾演約翰·伍爾夫（英语：John and James Woolf）
- 哈里斯·迪金森飾演李察·艾登堡
- 大衛·歐洛沃飾演馬文·考克·諾里斯（Mervyn Cocker-Norris）
- 查理·庫珀（英语：Charlie Cooper (actor)）飾演招待員丹尼斯（Dennis the Usher）
- 雪莉·韓德森（英语：Shirley Henderson）飾演阿嘉莎·克莉絲蒂
- 皮帕·珍內特-華納（英语：Pippa Bennett-Warner）飾演安·薩維爾（Ann Saville）
- 珀爾·嬋達（英语：Pearl Chanda）飾演希拉·辛（英语：Sheila Sim）
- 保羅·查迪（英语：Paul Chahidi）飾演費洛斯（Fellowes）
- 茜安·克利福德（英语：Sian Clifford）飾演艾達娜·羅姆尼（英语：Edana Romney）
- 雅各·福頓-洛伊德（英语：Jacob Fortune-Lloyd）飾演吉奧（Gio）
- 盧錫安·薩馬蒂（英语：Lucian Msamati）飾演馬克斯·馬洛溫
- 提姆·科伊（英语：Tim Key）飾演哈羅德·史考特專員（Commissioner Harrold Scott）

## 製作
2020年11月，據報導瑟夏·羅南、山姆·洛克威爾和大衛·歐洛沃將出演一部由湯姆·喬治（Tom George）執導的未定名懸疑片。該片由馬克·查普爾編劇，探照燈影業發行。2021年4月，拍攝殺青。2021年7月，正式定名為《看你往哪跑》（See How They Run），並釋出首張劇照。

## 發行
《看你往哪跑》2022年9月9日在英國上映，2022年9月16日美國上映。

## 評價
電影獲得的整體評價褒貶不一，仍趨於正面，爛蕃茄根據149條專業評論，總結「新鮮度」70%，平均得分 6.4/10，網站共識評價寫道：「《看你往哪跑》可能不會透過要求克莉絲蒂進行比較而從中獲得好處，仍然是一部有趣的懸疑作品」。Metacritic根據40條評論，計算出加權平均分數60分（滿分100），代表「褒貶不一或中庸」。CinemaScore則顯示接受調查的美國觀眾在A+至F的評分區間，給予本片的平均分數為「B-」。

## 外部連結
- 互联网电影数据库（IMDb）上《看你往哪跑》的资料（英文）